# Tổng đình công

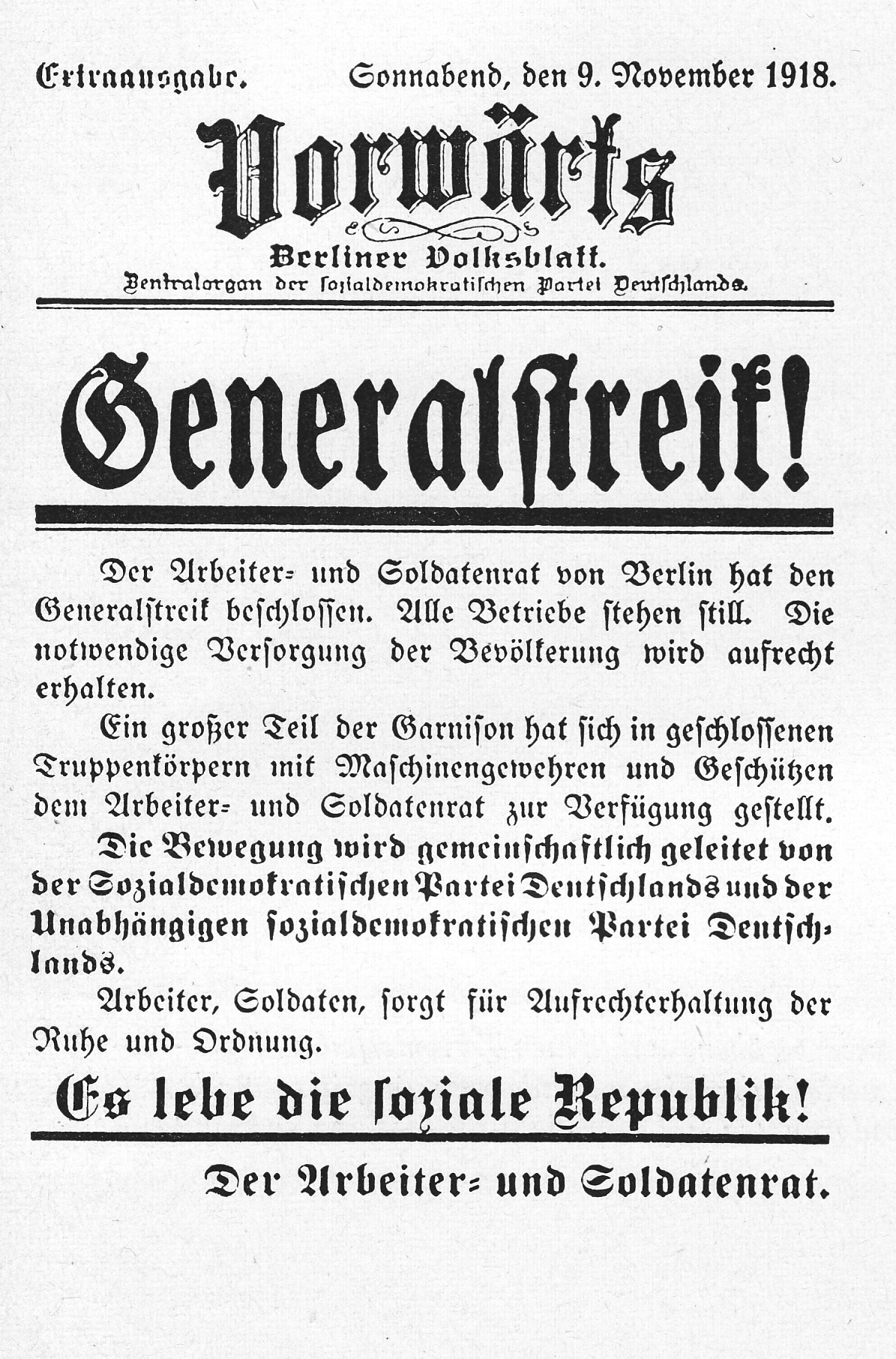
Vorwärts tuyên bố cuộc tổng đình công ở Đức vào ngày 9 tháng 11 năm 1918, vào đầu Cách mạng Tháng Mười Một.

Tổng đình công (hoặc đình công hàng loạt) là một hành động đình công trong đó một tỷ lệ đáng kể trong tổng số lực lượng lao động trong thành phố, khu vực hoặc quốc gia có tham gia. Các cuộc tổng đình công được đặc trưng bởi sự tham gia của công nhân trong hàng loạt địa điểm làm việc và có xu hướng liên quan đến toàn bộ cộng đồng. Các cuộc tổng đình công lần đầu tiên xảy ra vào giữa thế kỷ 19, và có đặc điểm của nhiều cuộc đình công quan trọng trong lịch sử.

## Lịch sử

### Cổ đại
Dạng ban đầu của cuộc tổng đình công có thể là vụ  plebis secessio ở Rome cổ đại. Trong Outline Of History, HG Wells đã ghi lại "cuộc tổng đình công của những người pleb, người plebeian dường như đã phát minh ra cuộc đình công, xuất hiện lần đầu tiên trong lịch sử."  Cuộc đình công đầu tiên của họ xảy ra bởi vì họ "thấy phẫn nộ với bạn bè, những người thường phục vụ nhà nước một cách dũng cảm trong các quân đoàn, bị xiềng xích và giảm xuống làm nô lệ theo yêu cầu của các chủ nợ quý tộc."
Wells lưu ý rằng "những người theo chủ nghĩa trung thành đã tận dụng những lợi thế chính trị của họ để làm giàu thông qua các cuộc chinh phạt quốc gia với chi phí không chỉ của kẻ thù bị đánh bại, mà cả những người plebeian nghèo hơn... "  Người plebeia, những người được cho là tuân thủ luật pháp, nhưng không được phép biết luật (mà những người theo chủ nghĩa có thể đọc thuộc lòng), đã thành công, giành được quyền kháng cáo bất kỳ sự bất công nào đối với đại hội.  Vào năm 450 TCN, trong một sự nhượng bộ do sự nổi loạn của người plebeia, luật pháp của Rome đã được viết lại cho tất cả mọi người xem xét.

### Thời hiện đại
Hành động tổng đình công chỉ trở thành một đặc điểm của bối cảnh chính trị với sự khởi đầu của Cách mạng Công nghiệp. Lần đầu tiên trong lịch sử, một số lượng lớn người là thành viên của tầng lớp lao động công nghiệp; họ sống ở thành phố và trao đổi sức lao động để lấy tiền. Đến thập niên 1830, khi phong trào Chartist lên đến đỉnh điểm, 'ý thức' công nhân thực sự và lan rộng đã bắt đầu thức tỉnh ở nước Anh. 

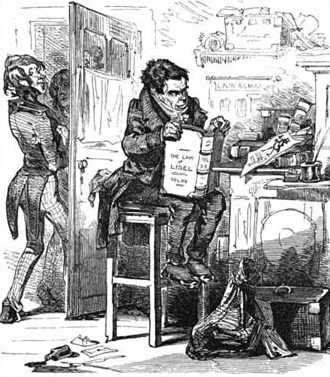
William Benbow hình trong tạp chí Punch năm 1848.

Nhà lý thuyết đầu tiên xây dựng và phổ biến ý tưởng về một cuộc tổng đình công nhằm cải cách chính trị là nhà viết sách cấp tiến William Benbow. Tham gia chặt chẽ với cuộc biểu tình diễu hành  Blanketeers được Lancashire Weavers chuẩn bị vào tháng 3 năm 1817,, ông trở thành người cộng sự của William Cobbett và dùng thời gian của mình để "kích động tầng lớp lao động tại các cuộc họp ngành nghề của họ và câu lạc bộ họ thường tụ tập." 
Vào ngày 28 tháng 1 năm 1832, Benbow xuất bản một cuốn sách nhỏ có tựa đề Đại lễ toàn quốc và Đại hội các tầng lớp sản xuất. Benbow bắt đầu ủng hộ hành động trực tiếp và thậm chí bạo lực để cải cách chính trị, đặc biệt là ông đã nâng cao ý tưởng của mình với một "ngày lễ quốc gia" và "hội nghị quốc gia". Bằng cách này, ông có nghĩa là một giai đoạn tổng đình công kéo dài của các tầng lớp lao động, đó sẽ là một hành động thiêng liêng hoặc thiêng liêng (do đó là "ngày thánh"), trong thời gian đó, các ủy ban địa phương sẽ giữ hòa bình và bầu các đại biểu vào một đại hội hoặc đại hội quốc gia, mà sẽ đồng ý định hướng tương lai của quốc gia. Các công nhân đình công nhằm hỗ trợ bản thân với tiền tiết kiệm và tịch thu của các giáo xứ, và bằng cách đòi hỏi sự đóng góp từ những người giàu.
Ý tưởng về một Ngày lễ quốc gia của Benbow đã được các người vận động Đại hội thông qua năm 1839, Benbow đã dành thời gian ở Manchester trong 2 năm 1838-9 thúc đẩy ý tưởng này thông qua một cuốn sách nhỏ của mình.
Năm 1842, nhu cầu về tiền lương và điều kiện công bằng hơn trong nhiều ngành công nghiệp khác nhau cuối cùng đã bùng nổ thành cuộc tổng đình công hiện đại đầu tiên (cuộc tổng đình công năm 1842). Sau khi Đơn thỉnh nguyện thứ hai được trình lên Quốc hội vào tháng 4 năm 1842 và bị từ chối, cuộc đình công bắt đầu tại các mỏ than của Staffordshire, Anh, và nhanh chóng lan rộng qua Anh ảnh hưởng đến các nhà máy, công ty mỏ ở Lancashire và các mỏ than từ Dundee đến South Wales và Cornwall. Thay vì là một cuộc nổi dậy tự phát của quần chúng mang tính đột biến, cuộc đình công đã có động cơ chính trị và được thúc đẩy bởi một chương trình nghị sự cứng rắn để giành được những nhượng bộ. Có lẽ có đến một nửa lực lượng lao động công nghiệp khi đó tham gia đình công ở đỉnh cao - hơn 500.000 người. Giới lãnh đạo địa phương đã sắp xếp một truyền thống của giai cấp công nhân đang phát triển để tổ chức những người đi theo họ để đưa ra một thách thức rõ ràng cho các nhà tư bản, và nền tảng chính trị.

Việc bỏ hoang hàng loạt đồn điền của những người nô lệ da đen và người da trắng nghèo khổ trong cuộc Nội chiến Hoa Kỳ, vốn gây tranh cãi, được coi là một cuộc tổng đình công. Trong lịch sử cổ điển Black Reconstruction in America, W. E. B. Du Bois mô tả sự bỏ hoang hàng loạt này chính xác như sau: 
 Chuyển mình đột ngột từ một vấn đề đồn điền và nô lệ bị bắt trong khi bị kẻ thù [miền Nam] sử dụng cho mục đích quân sự, phong trào trở thành một cuộc tổng đình công chống lại hệ thống nô lệ trên một phần của tất cả những ai có thể tìm thấy cơ hội. Những dòng người chạy trốn nhỏ giọt đã bị cuốn vào một trận lụt. Sau khi bắt đầu, cuộc tổng đình công của người da đen và da trắng diễn ra điên cuồng và không ngừng như một câu chuyện tuyệt vời. 